# HEROES REBORN/ヒーローズ・リボーン
「HEROES REBORN」（ヒーローズ・リボーン、原題：HEROES REBORN）は、2015年9月24日よりアメリカのNBCにて放送がスタートした全13話のリミテッド・テレビシリーズ。2006年から2010年にNBCで放映され世界中で大ヒットを記録し、シーズン4で終了した「HEROES／ヒーローズ」の続編である。「HEROES／ヒーローズ」は、TVドラマの枠を超えた壮大なスケールの中、超人的なキャラクターを生み出し、ヒロ・ナカムラ役のマシ・オカ、サイラー役ザッカリー・クイント、不死身のチアリーダー クレア・ベネット役のヘイデン・パネッティーアなどスターも数多く輩出した。新たに繰り広げられるスリリングなストーリー展開の中、ジャック・コールマン、マシ・オカなどのオリジナル・キャストに加え、TV『CHUCK/チャック』のザッカリー・リーヴァイ、日本人女優、 祐真キキらをはじめとする新たな俳優陣が加った。日本では、2015年10月20日にHuluでの配信がスタート、スーパー!ドラマTVにて2016年4月25日に日本初放送。
アメリカ放送当初は視聴率も好調であったようだが次第に低下。NBC社長は元々単シーズンの予定であった事を述べた上で「私の知る限り、『ヒーローズ』の番組が作られることはもうありません」とコメント。続編が製作される可能性を否定した。

## 内容
能力者と非能力者たちが集い、人類共存を目指す平和サミットが開催されたテキサス州オデッサで、突然爆発テロが起き、多くの犠牲者を出す悲惨な事件が発生した。それ以来、“EVO イヴォ”と呼ばれるようになった能力者たちは、危険な存在と見なされ、自らの能力を隠して密かに暮らしていた。そのテロ事件で、不死身のはずの娘クレアを失ったベネットも、過去を忘れて静かに暮らしていたが、陰謀説をとなえるクエンティンと出会い、クレアの死の真相を明らかにするため独自に捜査を開始する。

## キャスト

### メイン
ノア・ベネット (Noah Bennet)
演 - ジャック・コールマン/Jack Coleman、日本語吹替 - 谷昌樹
ルーク･コリンズ (Luke Collins)
演 - ザッカリー・リーヴァイ/Zachary Levi、日本語吹替 - 杉村憲司
トミー・クラーク (Tommy Clark)
演 - ロビー・ケイ/Robbie A. Kay、日本語吹替 - 花倉洸幸
ミコ・オオトモ (Miko Otomo)
演 - 祐真キキ/Kiki Sukezane、日本語吹替 - 沖佳苗
カルロス・ギテレス (Carlos Gutierrez)
演 - ライアン・グスマン/Ryan Guzman、日本語吹替 - 福田賢二
クエンティン・フレイディ (Quentin Frady)
演 - ヘンリー・ジェブロフスキー/Henry Zebrowski、日本語吹替 - 駒谷昌男
エリカ・クラヴィッド (Erica Kravid)
演 - リア・キルステッド/Rya Kihlstedt、日本語吹替 - 永吉ユカ
ジョアン・コリンズ (Joanne Collins)
演 - ジュディス・シェコーニ/Judith Shekoni、日本語吹替 - 東條加那子
マリナ・ベネット (Malina Bennet)
演 - ダニカ・ヤロシュ/Danika Yarosh、日本語吹替 - 森永麻衣子
エミリー・デュバル (Emily Duval)
演 - ガトリン・グリーン/Gatlin Green、日本語吹替 - 渡辺広子

## エピソード
| 話数 | 通算 | タイトル         | 原題                  | 監督             | 米国放送日     | 視聴者数 (万人) |
| ---- | ---- | ---------------- | --------------------- | ---------------- | -------------- | --------------- |
| 1    | 78   | 素晴らしい新世界 | "Brave New World"     | Matt Shakman     | 2015年9月24日  | 6.09            |
| 2    | 79   | オデッサ         | Odessa                | Greg Beeman      | 2015年9月24日  | 6.09            |
| 3    | 80   | ルノータスの野望 | Under the Mask        | Greg Beeman      | 2015年10月1日  | 5.00            |
| 4    | 81   | モリーの選択     | The Needs of the Many | Jeff Woolnough   | 2015年10月8日  | 4.41            |
| 5    | 82   | 危険な場所へ     | The Lion's Den        | Jeff Woolnough   | 2015年10月15日 | 4.01            |
| 6    | 83   | ゲームオーバー   | Game Over             | Gideon Raff      | 2015年10月22日 | 3.80            |
| 7    | 84   | 6月13日 (前編)   | June 13th Part One    | Allan Arkush     | 2015年10月29日 | 3.95            |
| 8    | 85   | 6月13日 (後編)   | June 13th Part Two    | Allan Arkush     | 2015年11月5日  | 3.97            |
| 9    | 86   | 再会の余波       | Sundae, Bloody Sundae | Gideon Raff      | 2015年11月12日 | 3.78            |
| 10   | 87   | 未来への架け橋   | 11:53 to Odessa       | Larysa Kondracki | 2015年11月19日 | 3.72            |
| 11   | 88   | 暴かれた真実     | Send in the Clones    | Larysa Kondracki | 2016年1月7日   | 3.74            |
| 12   | 89   | 迫りくる危機     | Company Woman         | Jon Jones        | 2016年1月14日  | 3.83            |
| 13   | 90   | 人類絶滅の時     | Project Reborn        | Jon Jones        | 2016年1月21日  | 3.83            |